# Longueville (Pas-de-Calais)
Longueville ist eine französische Gemeinde mit 147 Einwohnern (Stand: 1. Januar 2022) im Département Pas-de-Calais in der Region Hauts-de-France (vor 2016 Nord-Pas-de-Calais). Sie gehört zum Arrondissement Boulogne-sur-Mer und zum Kanton Desvres. 

## Lage
Die Gemeinde Longueville liegt im Regionalen Naturpark Caps et Marais d’Opale, etwa 18 Kilometer östlich von Boulogne-sur-Mer. Durch die Gemeinde führt die hier autobahnartig ausgebaute Route nationale 42. Nachbargemeinden von Longueville sind Nabringhen im Nordwesten und Norden, Bainghen im Norden und Nordosten, Surques im Nordosten und Osten, Brunembert im Osten und Süden sowie Henneveux im Südwesten und Westen.

## Bevölkerungsentwicklung
| Jahr                       | 1962 | 1968 | 1975 | 1982 | 1990 | 1999 | 2006 | 2013 | 2022 |
| Einwohner                  | 114  | 88   | 102  | 104  | 98   | 117  | 144  | 130  | 147  |
| Quellen: Cassini und INSEE |      |      |      |      |      |      |      |      |      |

## Sehenswürdigkeiten
- Wehrkirche Saint-Sylvestre aus dem 13. Jahrhundert

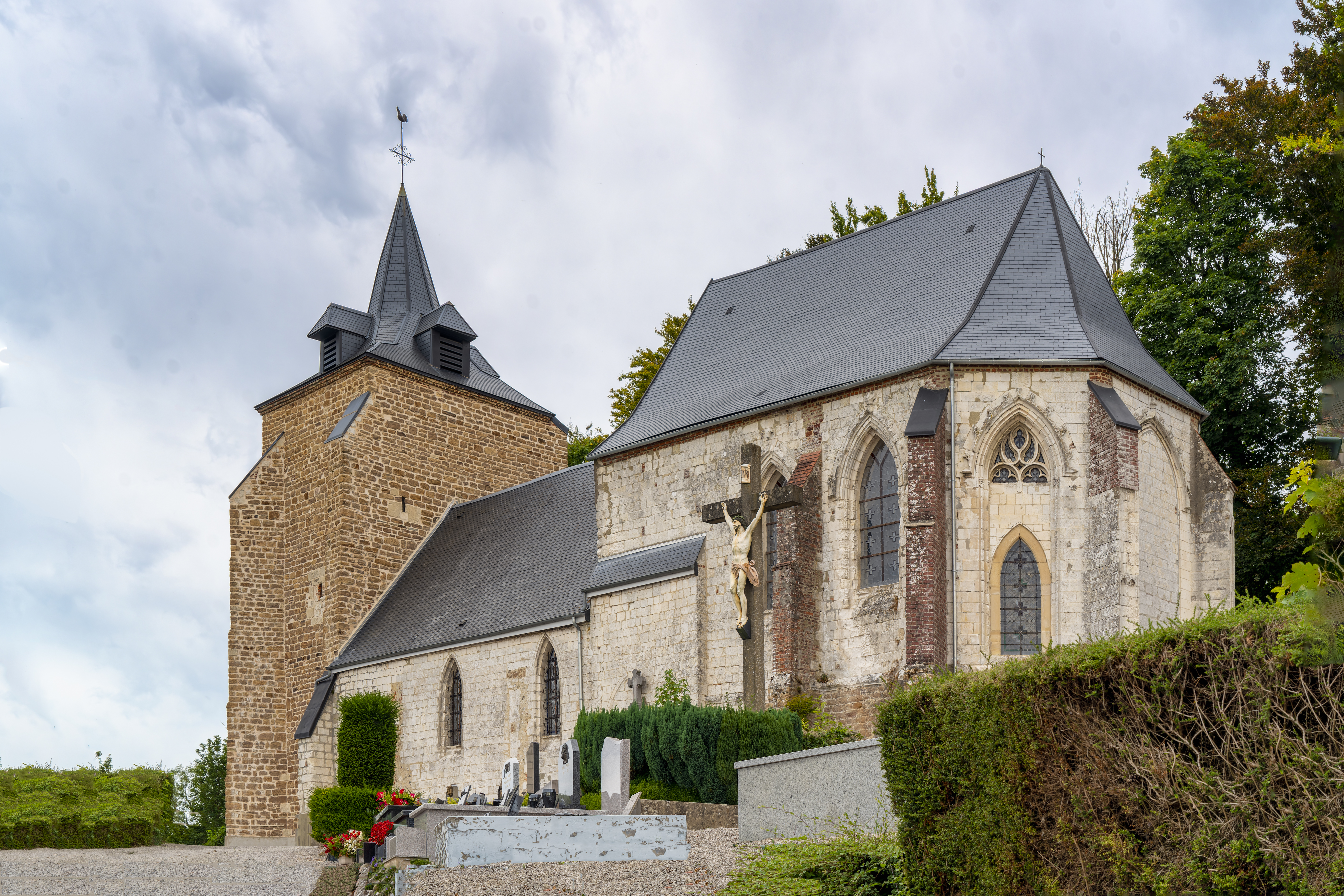
Kirche Saint-Sylvestre
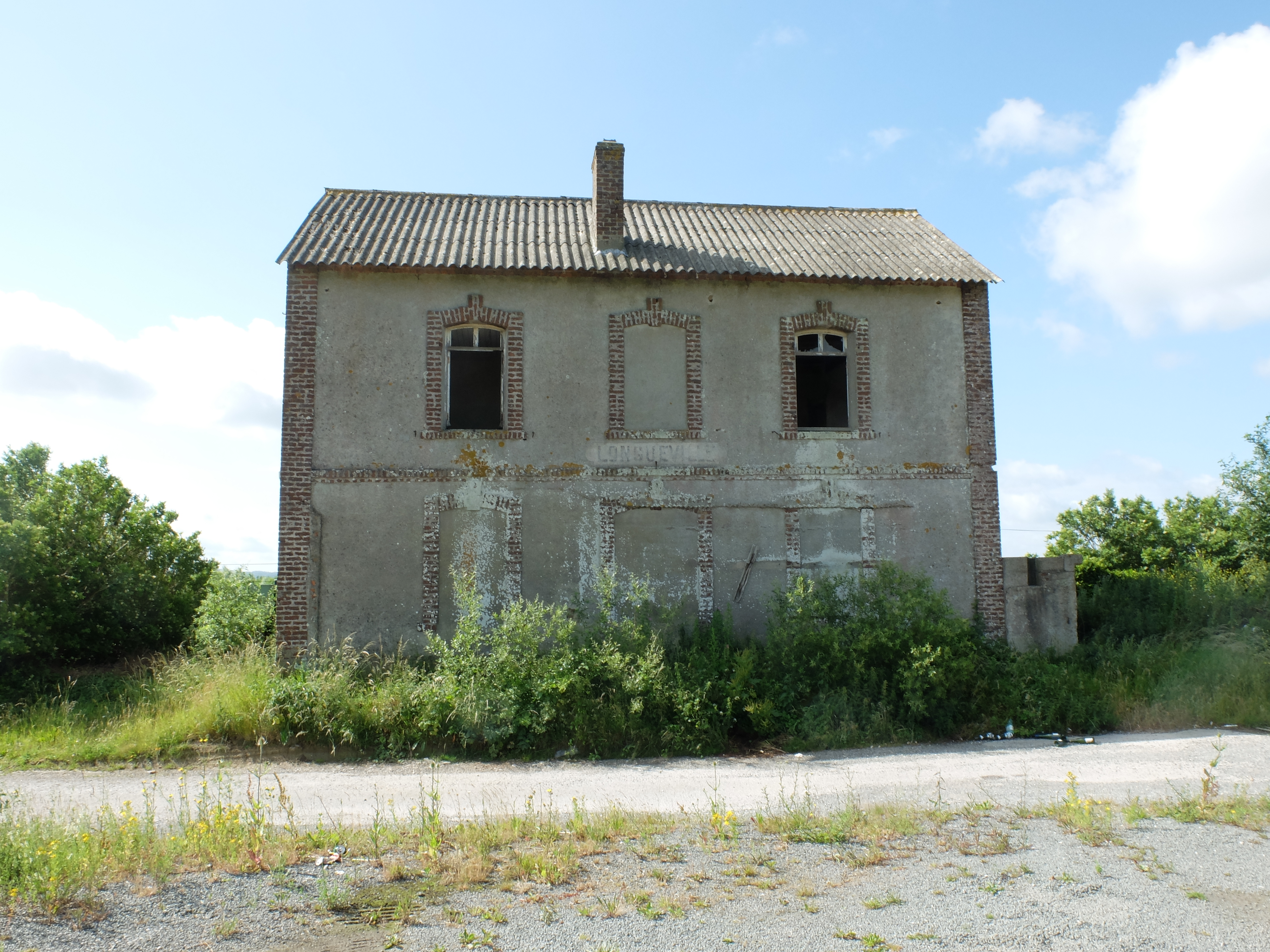
Ehemaliger Bahnhof
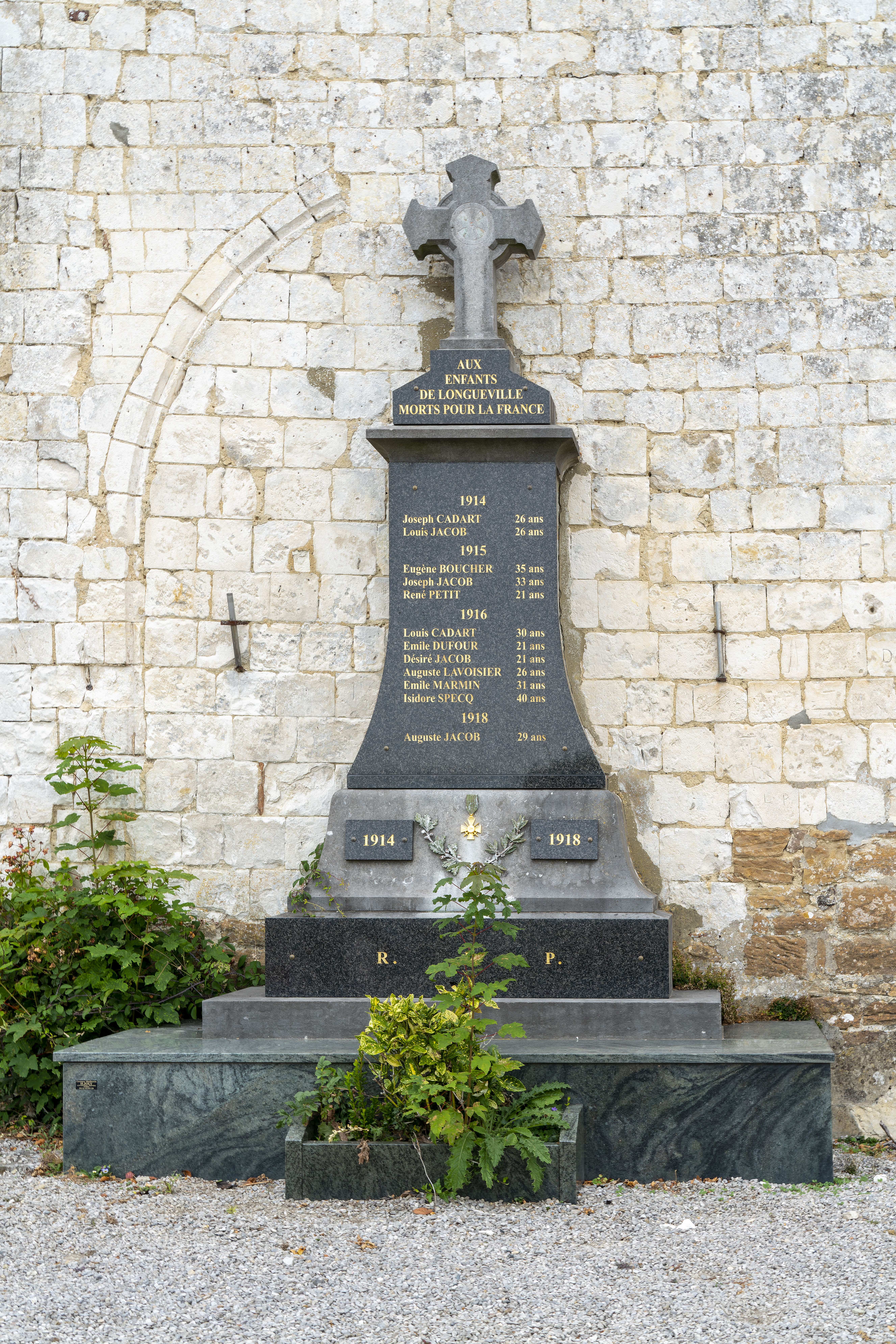
Gefallenendenkmal

## Persönlichkeiten
- Louis François Félix Musnier (1766–1837), Infanteriegeneral